# فيك بيرين
فيك بيرين (بالإنجليزية: Vic Perrin)‏ هو ممثل أمريكي، ولد في 26 أبريل 1916 في الولايات المتحدة، وتوفي في 4 يوليو 1989 بلوس أنجلوس في الولايات المتحدة بسبب سرطان.

## أعمال

### أفلام
- (1960) سبارتاكوس[4][5]

## وصلات خارجية
- فيك بيرين على موقع IMDb (الإنجليزية)
- فيك بيرين على موقع أول موفي (الإنجليزية)
- فيك بيرين على موقع قاعدة بيانات الأفلام السويدية (السويدية)
- فيك بيرين على موقع قاعدة بيانات الفيلم (الإنجليزية)